# Коммунисты поймали парнишку
«Коммуни́сты пойма́ли парни́шку»  — известная с советских времён пародийная песня на стихи Николая Николаевича Вильямса, популярная в диссидентских кругах тех лет.
Авторский вариант стихотворения, написанного Николаем Вильямсом, был впервые опубликован в 1980-е годы в парижском журнале «Континент», но на музыку был положен задолго до этого — по крайней мере, доподлинно известно, что исполнялся на мотив французской «Марсельезы» и марша «Прощание славянки».
Широкую известность песня получила уже в постсоветское время благодаря российскому рок-музыканту Борису Гребенщикову, который сыграл её на нескольких своих концертах (начиная с 1991 года, в том числе на концерте в московском Кремлёвском Дворце съездов 26 января 1992 года, где с этой песни Гребенщиков начал выступление). Также с лёгкой руки лидера «Аквариума» теперь песня чаще всего начинается со слов «Коммунисты мальчишку поймали…»

## История создания
В начале 1970-х власти СССР начали активное давление на активистов «Хроники текущих событий» — правозащитного бюллетеня, выходившего в самиздате. Правозащитников многократно вызывали на допросы в КГБ. Многие из них, согласившись сотрудничать со следствием, дали показания на своих товарищей и раскрыли каналы передачи самиздата на Запад. Редактор «Хроники текущих событий» Анатолий Якобсон, поставленный перед выбором «эмиграция или тюрьма», в 1973 году вынужден был эмигрировать в Израиль. Выпуск бюллетеня приостановился. Атмосфера была подавленной.
Однако активисты самиздата старались не терять чувство юмора. В один из зимних дней Николай Вильямс пошёл на улицу вынести мусорное ведро, а вернувшись, не снимая облепленных снегом ботинок, прошёл прямиком в комнату и прочитал жене Людмиле Алексеевой только что сочинённое стихотворение на злобу дня — «Коммунисты поймали парнишку».

## Варианты текстов песни
Существуют как минимум ещё 3 варианта слов этой песни с различными названиями по 1-й строчке стихотворения, а также перевод на иврит.
Один из вариантов песни приводится в книге В. Аксёнова «Скажи изюм».